# Rouffiac-d'Aude
Rouffiac-d'Aude è un comune francese di 380 abitanti situato nel dipartimento dell'Aude nella regione dell'Occitania.

## Società

### Evoluzione demografica
Abitanti censiti